# Sauzet (Lot)
Sauzet è un comune francese di 528 abitanti situato nel dipartimento del Lot nella regione dell'Occitania.

## Società

### Evoluzione demografica
Abitanti censiti